# 西连县
西连省（英語：Serian District）是砂拉越西连省辖下两个县之一，2015年以前属三马拉汉省，人口约有9.1万（2010数据），比达友族占多数。

## 历史
在1901年，是西连属于沙隆县（Sadong District）的行政區域。當時的沙隆县管轄範圍比較廣大，包含現今的西连县和实文然县，称为上游沙隆（Upper Sadong）和下游沙隆（Lower Sadong）。
1955年2月，西连县和实文然县行政區域正式分开，各自成为县級行政區域。這時西连县隸屬於第一省古晋省，管辖范围内有一个副县：打必律副县（Tebedu Sub-District）。當時H.R.哈波（H.R. Harbow）任命爲西连县第一位县长。
当三马拉汉省在1987年成立时，西连县也隨之成为其下辖的县。
2015年4月11日正式成立西连省，是砂拉越第12省份，管轄西连县，打必禄县，和新生村副县(Siburan Sub-district)。

## 行政区划

西连县

西连县总面积有2,039.89平方公里，拥有一个副县：打必律副县（Tebedu Sub-District）。
| 西连县 | 县   | 县     | 面积（平方公里） | 面积（平方公里） | 人口（2010年数据） |
| ------ | ---- | ------ | ---------------- | ---------------- | ------------------ |
| 西连县 | 西连 | 西连   | 1,762.4          | 2,039.89         | 91,599             |
| 西连县 | 西连 | 打必律 | 277.49           | 2,039.89         | 91,599             |

## 旅游业
- 兰樟瀑布（Ranchan Waterfall）
- 达瑙湖（Danau Lake）
- 希立洞（Sireh Cave）
- 打必禄郭乃武苑（KLB Garden）